# Groß-Gerau
Groß-Gerau település Németországban, Hessen tartományban. Lakosainak száma 26 614 fő (2023. december 31.). Groß-Gerau Mörfelden-Walldorf, Büttelborn és Nauheim községekkel határos.

## Népesség
A település népességének változása:
| Lakosok száma | 24 839 | 25 302 | 26 068 | 26 418 | 26 614 |
|               | 2017   | 2019   | 2021   | 2022   | 2023   |